# Damir Krstičević
Damir Krstičević, né le 1er juillet 1969, est un homme politique croate. Il est vice-premier ministre et ministre de la Défense de 2016 à 2020.